# Harold Primat
Harold Primat (ur. 12 czerwca 1975 w Neuilly-sur-Seine) – szwajcarski kierowca wyścigowy.

## Kariera
Primat rozpoczął karierę w wyścigach samochodowych w roku 1999, od startów w Narodowych Mistrzostwach Amerykańskiej Formuły 2000. Z dorobkiem 100 punktów uplasował się tam na dwunastej pozycji w klasyfikacji generalnej. W późniejszych latach startował także w Azjatyckiej Formule 2000 Makau, Brytyjskiej Formule 3, Formule 3 Euro Series, World Series Light, Le Mans Endurance Series, 24h Le Mans, American Le Mans Series, Le Mans Series, Grand American Rolex Series, Asian Le Mans Series, Intercontinental Le Mans Cup, FIA World Endurance Championship, Blancpain Endurance Series oraz w Liqui Moly Bathurst 12 Hour.
W Formule 3 Euro Series wystartował w 2003 roku z francuską ekipą Saulnier Racing. Jednak w żadnym z 16 wyścigów, w których wystartował, nie zdołał zdobyć punktów.